# Playa de El Burrero
La playa del Burrero (o también llamada El Burrero) es la playa principal del municipio de Ingenio (Gran Canaria). Frecuentada principalmente por los ciudadanos del municipio en la época estival, a ella también acuden residentes de Gran Canaria y, en menor medida, turistas extranjeros. 
Es una playa con profundas raíces pesqueras y cuya tradición perdura hoy en día. También es popularmente conocida para la práctica de deportes de vela como el windsurf o el kitesurf, gracias a los fuertes vientos que predominan en la zona sobre todo en verano. En su historia reciente, la playa ha sufrido una gran transformación debido a un proyecto de regeneración, en el cual se sustituyó el antiguo callao por arena negra y se construyó una gran avenida marítima. Ello provocó un fuerte impacto medioambiental que cambió por completo el aspecto original de la playa.
De aguas limpias y claras, está actualmente constituida en su mitad norte, por arena negra mezclada con la arena rubia original que se resiste a desaparecer y, en la mitad sur, por callaos extraídos del Barranco de Guayadeque. Predominan fuerte vientos de componente noreste en la época estival y posee una calma total en invierno.
En mayo de 2018, la Playa del Burrero consigue por primera vez la Bandera Azul por la calidad de sus aguas de baño, la calidad en la gestión y educación ambiental y de seguridad, así como la de sus servicios e instalaciones.

## Situación y orografía
Con una extensión de 500 m, la playa se localiza en el barrio de El Burrero, en el municipio grancanario de  Ingenio. Se enmarca al norte, por una roca de naturaleza volcánica a la que denominan El Roque o Utigrande, y al sur por el Barranco de los Aromeros. 
Tras el Proyecto de regeneración de la playa, iniciado a mediados de los 90, se construyó un dique artificial semisumergido en la cara norte, y otro superficial, en el extremo sur. Sin embargo, en la práctica, la playa constituye una prolongación natural de la bahía de Gando de la cual forma parte hasta 200 m antes de la desembocadura del Barranco de Guayadeque, uno de los principales de la isla desde época aborigen. 

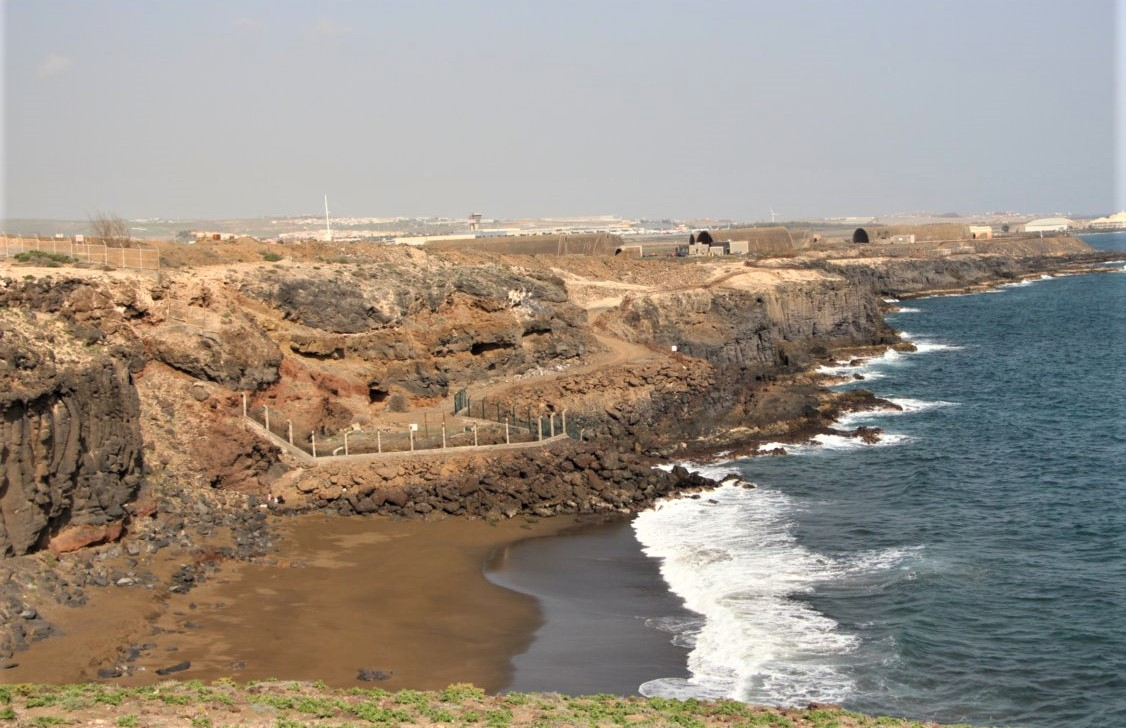
Playa de San Agustín, tras la montaña de Vista Alegre

La Montaña del Burrero o Vista Alegre que, con una altura que alcanza los 51 m por la parte que da al mar, forma un pronunciado acantilado. En su base, esta escarpadura penetra en él y forma una especie de istmo, de unos 20 m de longitud, que permite el acceso a El Roque. Cuando este istmo quedaba cubierto por las aguas en la pleamar, El Roque se convertía en un verdadero islote haciendo impracticable su acceso a pie. Después del citado proyecto de regeneración, aun en la pleamar se puede acceder a pie con relativa facilidad, ya que la arena depositada en sus inmediaciones y la retirada de gran parte de sus rocas emblemáticas, han hecho que exista un enlace permanente entre El Roque y la orilla de la playa.
A pesar de la proximidad entre la Montaña del Burrero y El Roque, en principio, hace pensar que no pertenecen a la misma edad geológica pues, mientras la primera tiene dispuestas las capas de sedimentación en sentido horizontal, en la segunda puede apreciarse que lo hacen en vertical. No obstante, dada la proximidad entre las dos elevaciones, el color y la consistencia de las rocas, idénticas en ambas prominencias, cabe afirmar sin lugar a dudas, que se trata de una misma montaña que ha sido cortada por derrumbamiento o por efecto de la erosión causada por el permanente batir del viento y de las olas.

## Historia
En un plano de 1849, esta playa se denominaba Caletones de Utigrande. Según algunas fuentes, su nombre guarda relación con el transporte de productos a lomos de burros desde las Bandas de Ingenio y Agüimes, sin que se precise más sobre ello.
"En 1866, cuando se produce la desamortización de los bienes eclesiásticos, salen a remate quince fanegas y siete celemines que conforman la Finca denominada El Burrero con un día de agua del Barranco de Las Majoreras con un estanque y casa terrera, que pertenecían al Seminario Conciliar de Las Palmas por donación del Obispo Juan Bautista Cervera, fundador del Seminario, que fueron vendidos a Pablo Padilla Padilla de Las Palmas por 81000 reales de vellón.

### Hallazgos arqueológicos

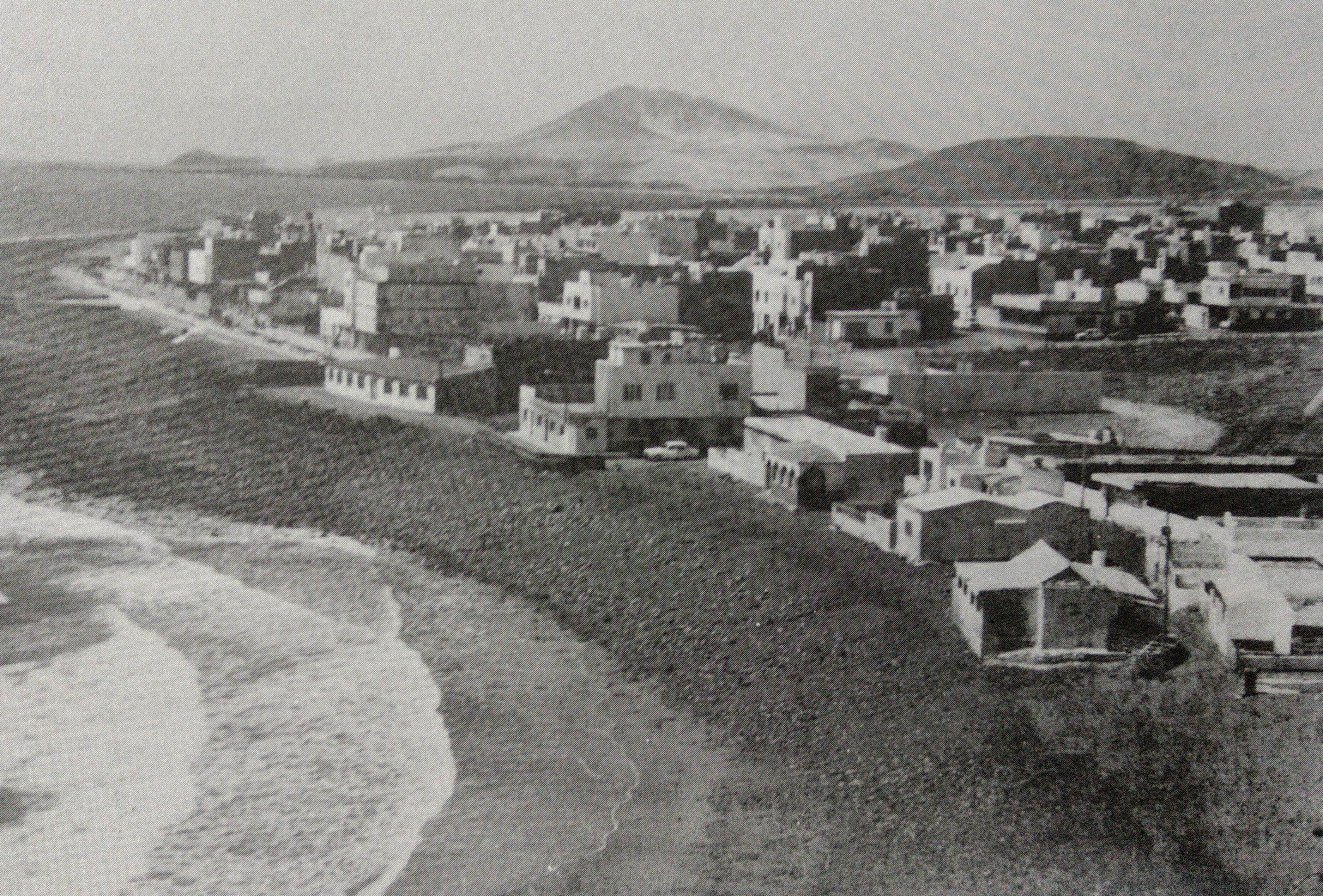
El Burrero en 1987

Pecio. El 2 de septiembre de 1962, un buceador aficionado y maestro de primera enseñanza Tomás Cruz Alemán, halló los restos del primer barco histórico descubierto en prospecciones subacuáticas en las Islas Canarias. El buceador retiró parte de las arenas poniendo al descubierto parcialmente 3 cañones de hierro a 10 m de la orilla en la bajamar, entre 3 y 5 m de profundidad y 50 m al Sur de El Roque de El Burrero.
Tras comunicarse oficialmente el hallazgo, el 13 de septiembre, el Delegado Provincial de Excavaciones Arqueológicas, Sebastián Jiménez Sánchez, dirigió una prospección subacuática por parte de José Antonio García Álamo, submarinista y Delegado Local de Excavaciones Arqueológicas de Agaete. En esta prospección se localizaron dos concentraciones de cañones de hierro, la inicialmente más otros 2 ejemplares, 15 duelas y eslabones de cadenas de hierro. A ésta le siguieron otras prospecciones en las que se localizaron otros 3 cañones y restos del casco de madera de un embarcación.
En total, se extrajeron unos 15 cañones de hierro, de los cuales, uno se remitió al Museo Naval de Madrid y los otros 14 se hallan en el Museo Sánchez Araña de Santa Lucía de Tirajana. Simultáneamente, se recuperaron balas de cañón de hasta 40 kg de peso y varias plomadas de sondeo del barco.
Asentamiento aborigen. Las construcciones descubiertas en la colina que da acceso a la Playa de San Agustín y datadas (de forma absoluta mediante Carbono 14) entre los siglos V al XII d. C., forman parte de un asentamiento integrado tanto por estructuras de superficie como por las cuevas abiertas al acantilado costero que da a la playa y que estuvo ocupado, al menos, durante ese periodo.
Hay noticias, además, de la existencia de construcciones funerarias situadas en las inmediaciones y que, actualmente, han desaparecido o permanecen ocultas en el subsuelo. Se trata, por tanto, de un yacimiento complejo en el que conviven diferentes elementos que nos ilustran sobre la vida cotidiana de los antiguos habitantes de la isla.
En el yacimiento se han identificado los restos de tres edificaciones de funcionalidad doméstica, y que se caracterizan por plantas de tendencia rectangular y cruciforme.

### Proyecto de restauración de la playa
En 1994, se autorizó un proyecto, sin informe de impacto ambiental, donde se contemplaba la construcción de dos diques en la playa, uno semisumergido que arracaba desde El Roque o Utigrande, en dirección sureste con una longitud de 90 m y un dique visible en superficie que partiría de la Avenida Marítima, a la altura de la calle José Ramírez Bethencourt, en dirección Este, con una longitud de 150 m y que serviría para enmarcar de forma artificial la playa y retener la arena que se iba a verter en ella.
Tras denunciarse la presencia del yacimiento arqueológico, se inician las primeras prospecciones subacuáticas para evaluar el estado del pecio hundido. A pesar de los resultados, la Dirección General de Patrimonio decidió anular la orden de paralización de las obras de vertido de relleno para el dique provisional que, además, se habían continuado de forma extraoficial. Sin embargo, se logrará la autorización de la Dirección General de Patrimonio para la realización de un sondeo y financiado por la empresa constructora del dique. La actuación se desarrolló durante todo el mes de octubre de 1995 ya que el siguiente mes de noviembre estaba prevista la llegada de un barco draga que aportaría miles de toneladas de arena al fondo de la playa para la regeneración de su fondo, lo que acabaría por tapar definitivamente los restos conservados en su fondo.

## Entorno y medioambiente

### Monumentos naturales
El Roque
Es una formación rocosa de origen volcánico cuya forma y situación constituye un símbolo inequívoco de esta playa. De unos 20 m de largo y unos 10 m hasta el punto más alto, su forma, fruto de la erosión del viento y la marisma a lo largo de su historia, recuerda al Roque Nublo, monumento natural y símbolo de la isla de Gran Canaria. La formación rocosa constituye un dique natural cuya función en el tiempo ha sido la de retener la arena rubia originaria de la playa y minimizar el impacto del viento y las olas, manteniendo siempre en calma la zona más próxima a ella. Por esta razón, los bañistas suelen frecuentar sus alrededores e incluso acceder a la roca a pie, sorteando las piedras cuando la marea está vacía o una pequeña piscina natural, al que los lugareños llaman El charco del Cura, que se forma cuando llena la marea. Después del polémico proyecto de regeneración de la playa, El Roque ha sufrido importantes daños estructurales debido a la construcción del dique Norte, el cual se adhirió literalmente a la roca mediante hormigón. El embate de las olas contra el dique ha hecho que El Roque se haya resquebrajado por distintos puntos, haciendo algo peligroso su utilización.
El Charco del Cura
Se trata de una pequeña piscina natural que se forma en las inmediaciones de El Roque durante la pleamar. Antes del vertido de arena durante el proyecto de regeneración, la profundidad que solía alcanzar el charco era de unos 2 m y la superficie podía alcanzar unos 5 m de largo por 5 m de ancho. Ello permitía a un niño u hombre de estatura media zambullirse desde lo alto de la roca o incluso nadar algunos metros. Actualmente y después del citado proyecto la cantidad de arena depositada fue tal que, aun en mareas grandes, la piscina natural no supera el metro de profundidad.

### Zonas y puntos emblemáticos
Un aspecto que siempre ha caracterizado a los lugareños es la de poner nombre a distintos puntos de la playa, por ejemplo zonas de baño (El charco del cura, La playa de atrás, La marfea), zonas para "coger olas" (La baja, El frente, El pico nuevo, El muellito), puntos de reunión de amigos (La esquina, La cabina, La cancha) e incluso a formaciones rocosas que, por su aspecto recuerdan a un coche o una cuna, por ejemplo. Algunas de ellas, como La cancha o El muellito ya han desaparecido debido a las obras de restauración pero otras, como las que se describen a continuación, se resisten a desaparecer en el tiempo:
La bartola. Roca volcánica situada aproximadamente en el centro de El Roque, esta gran piedra volcánica de unos 2 m de alto, suele emplearla los bañistas para lanzarse al agua en la pleamar, ya que cuando baja la marea sobresalen las rocas que se hallan a su alrededor. El origen de su formación y su nombre se desconocen, pero es de suponer, por la forma en que está colocada, que alguna vez formó parte de El Roque y que la acción del viento o las olas la hizo caer. Suele moverse ligeramente con el batir de las olas, claro indicio de que no está fijada al lecho rocoso. Justo a su pie se encuentran dos rocas conocidas como Las Gemelas.

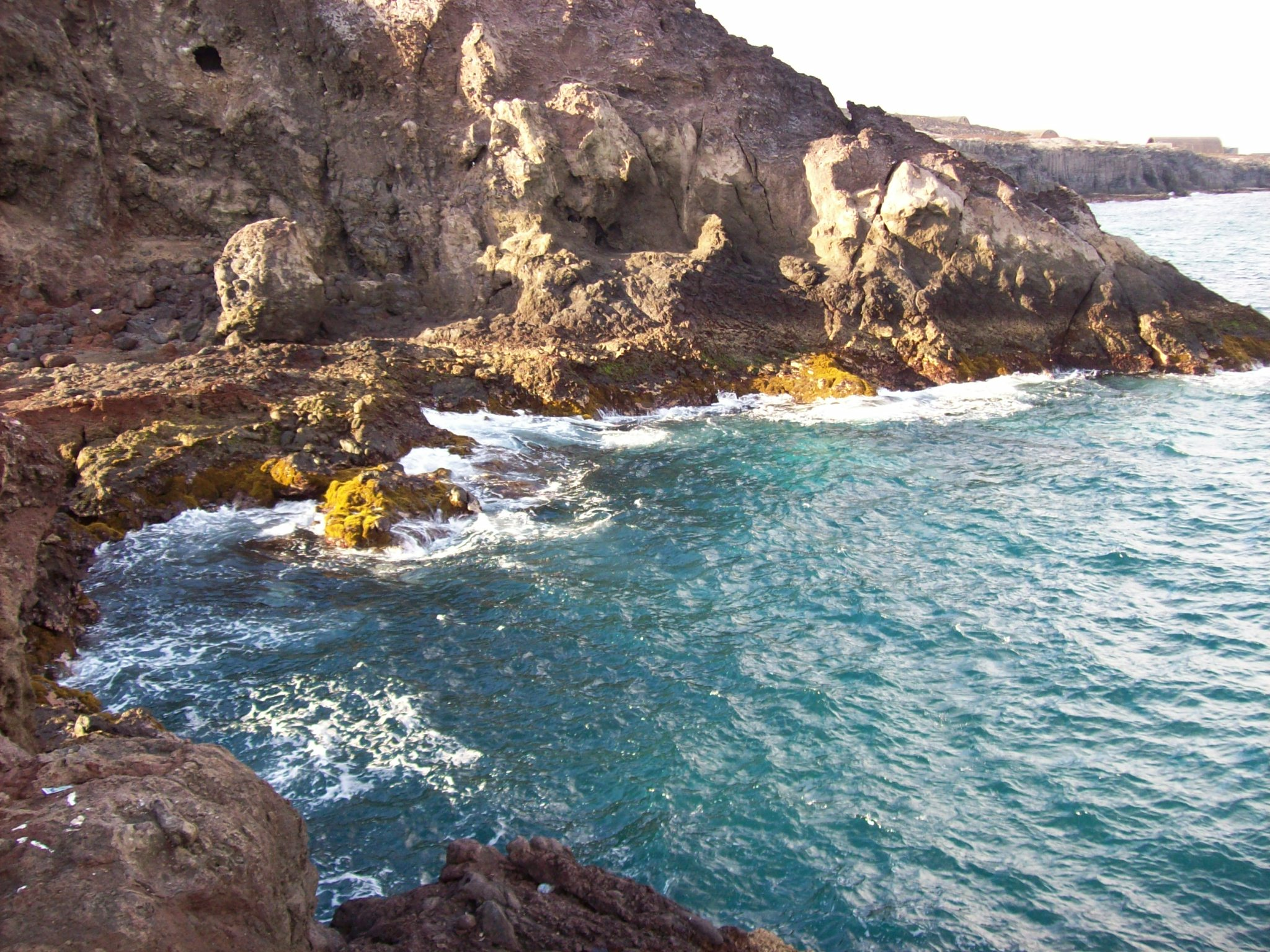
La marfea en calma en el mes de septiembre

Aguaiza. Próxima a la bartola, constituye una gran roca que principalmente usan los bañistas para reunirse, tomar el sol o descansar debido a su gran superficie plana con una cierta inclinación orientada al noroeste. Durante la bajamar, suele sobresalir unos 2 metros sobre el nivel del mar pero, a marea alta, no sobre sale más de medio metro. Su origen posiblemente también se deba a un desprendimiento de la formación rocosa adyacente pero, a diferencia de La bartola, ésta descansa sobre el lecho arenoso del mar.
La marfea. Los lugareños llaman así a una zona de baño muy peculiar. Emplazada en la parte trasera de El Roque, La marfea recibe su nombre por las grandes corrientes y olas que se forman y rompen en las rocas de esa especie de bahía. Durante la mayor parte del tiempo, el estado del mar es tan malo, que resulta muy peligroso caminar o bañarse en esa zona. A partir del mes de septiembre la calma es tal que se puede nadar o practicar buceo por la gran transparencia y claridad de sus aguas.

## Servicios y ocio

### Servicios

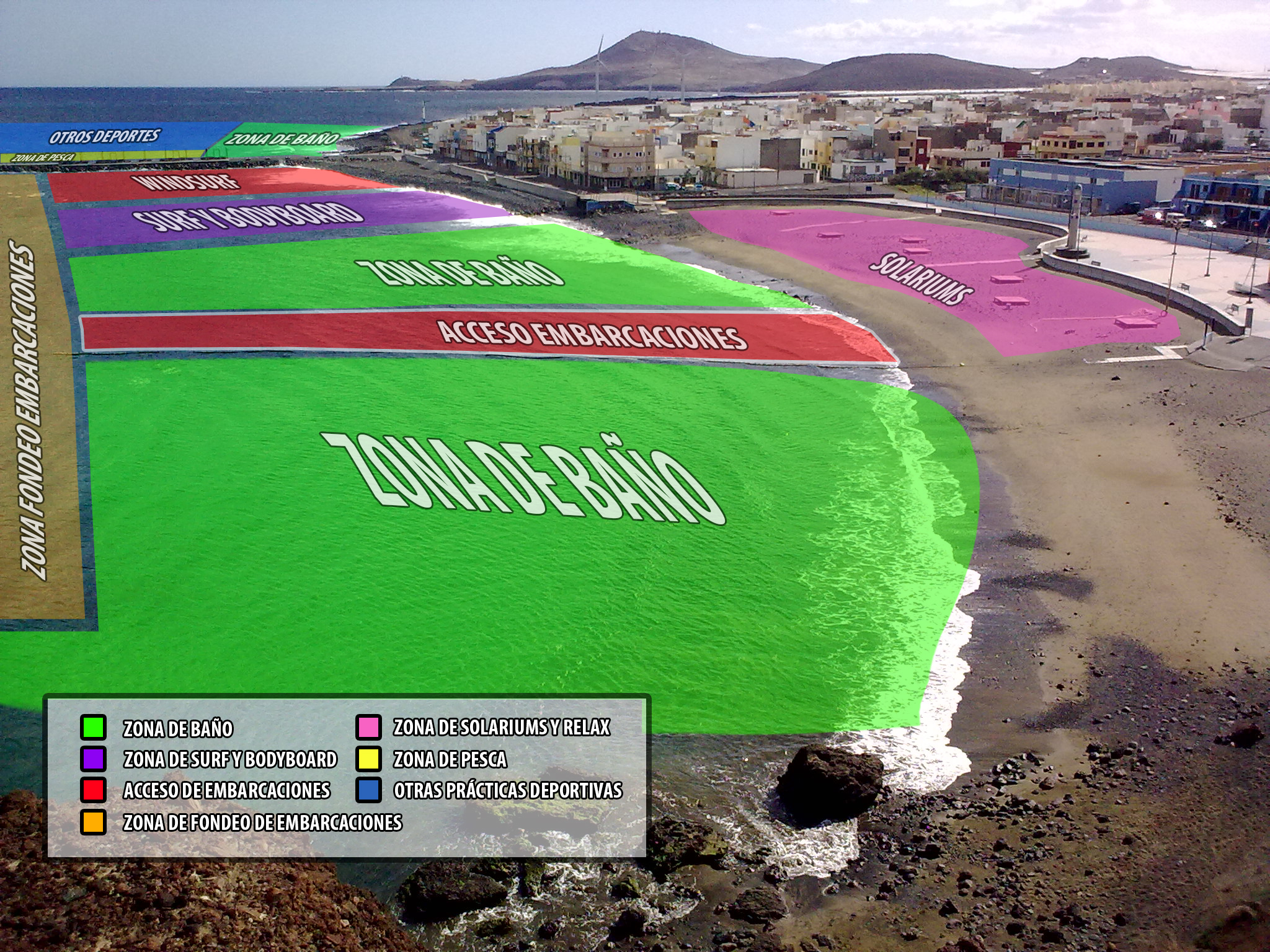
Mapa zonificación de usos de la playa del Burrero

- Puesto de socorrismo y primeros auxilios, así como vigilancia con socorristas equipados con embarcación propia, operativos únicamente entre los meses de julio a septiembre en la época estival. Asimismo, durante todo el año patrullan por todo el barrio y la playa, agentes de la Policía Local del municipio de Ingenio.
- Máquinas de fitness, instaladas a lo largo de todo el paseo marítimo de la playa.
- Fácil acceso en transporte público. Aparcamientos. Paseo peatonal y marítimo. Señalización de entrada y salida de embarcaciones de recreo, mapa zonal de la playa e indicación mediante banderas del estado de la mar (solo en verano).
- Accesos para personas con movilidad reducida. Rampas de acceso a paseo y del paseo a la arena.
- 7 solariums de madera de 2 x 2 m, espaciados a lo largo de la parte de arena de la playa. Baños públicos (solo en verano y con permiso de los socorristas). Duchas y lavapiés.
- Punto de información de interés general para la playa.
- Club Náutico.
- Organización de actividades de ocio y esparcimiento y diversos eventos, organizados por el Club Náutico El Burrero y el Iltre. Ayto. de la Villa de Ingenio.
- Servicio integral de jardinería, limpieza y conservación para la playa y del paseo marítimo.
- Carteles informativos

### Mirador
El Burrero cuenta con un mirador y un sendero que une la playa principal con la playa de San Agustín y la zona arqueológica aborigen. Desde el mirador y sus senderos, se puede disfrutar de las vistas tanto del litoral de la bahía de Gando, como del paisaje volcánico, incluidos conos de tefra y tobas y su flora natural.

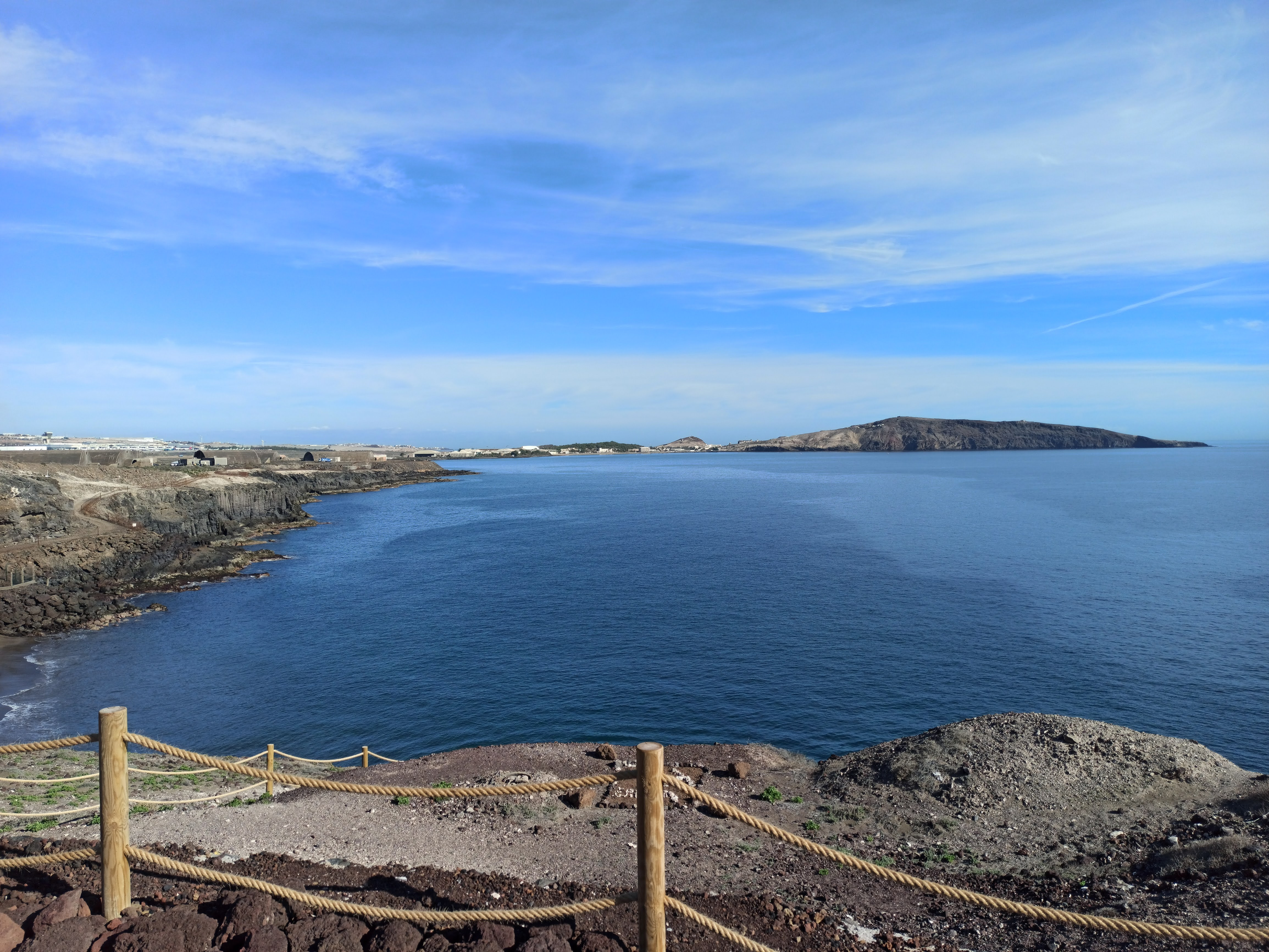
Vistas de la Bahía de Gando

El sendero peatonal tiene 172 m de longitud y una superficie de 360 m2. Está construido con tarimas de madera y separadas del suelo para respetar el hábitat de la especie Lotus arinagensis Bramwell (Corazoncillo de Arinaga), endemismo recogido en el catálogo de especies amenazadas de la isla. A su vez, está dividido en tres tramos: uno que va desde el paseo marítimo, seguido por otro que bordea el yacimiento arqueológico para facilitar la observación de los restos y que incluye paneles informativos, y el último que enlaza con el mirador que tiene forma de herradura. El sendero está compuesto por bancos, paneles informativos y mesas interpretativas sobre los valores etnográficos, arqueológicos y de biodiversidad de esta zona del municipio. Desde los distintos puntos del recorrido se pueden observar la Montaña de Arinaga, Montaña de Gando y Montaña de Malfú, además de la Montaña de Agüimes, La Banda de Agüimes, el Barranco de Guayadeque (que separa los municipios de Ingenio y Agüimes) y la rampa de Pajonales.

### Deportes

#### Pesca
El Burrero cuenta con diversas zonas para la práctica de la pesca tradicional con caña. La pesca deportiva con fusil o arpón está prohibida en todo el litoral ingeniense. Las únicas zonas habilitadas para la pesca están situadas en la parte trasera de El Roque y en el dique sur (ver mapa zonal adjunto).

#### Windsurf y kitesurf

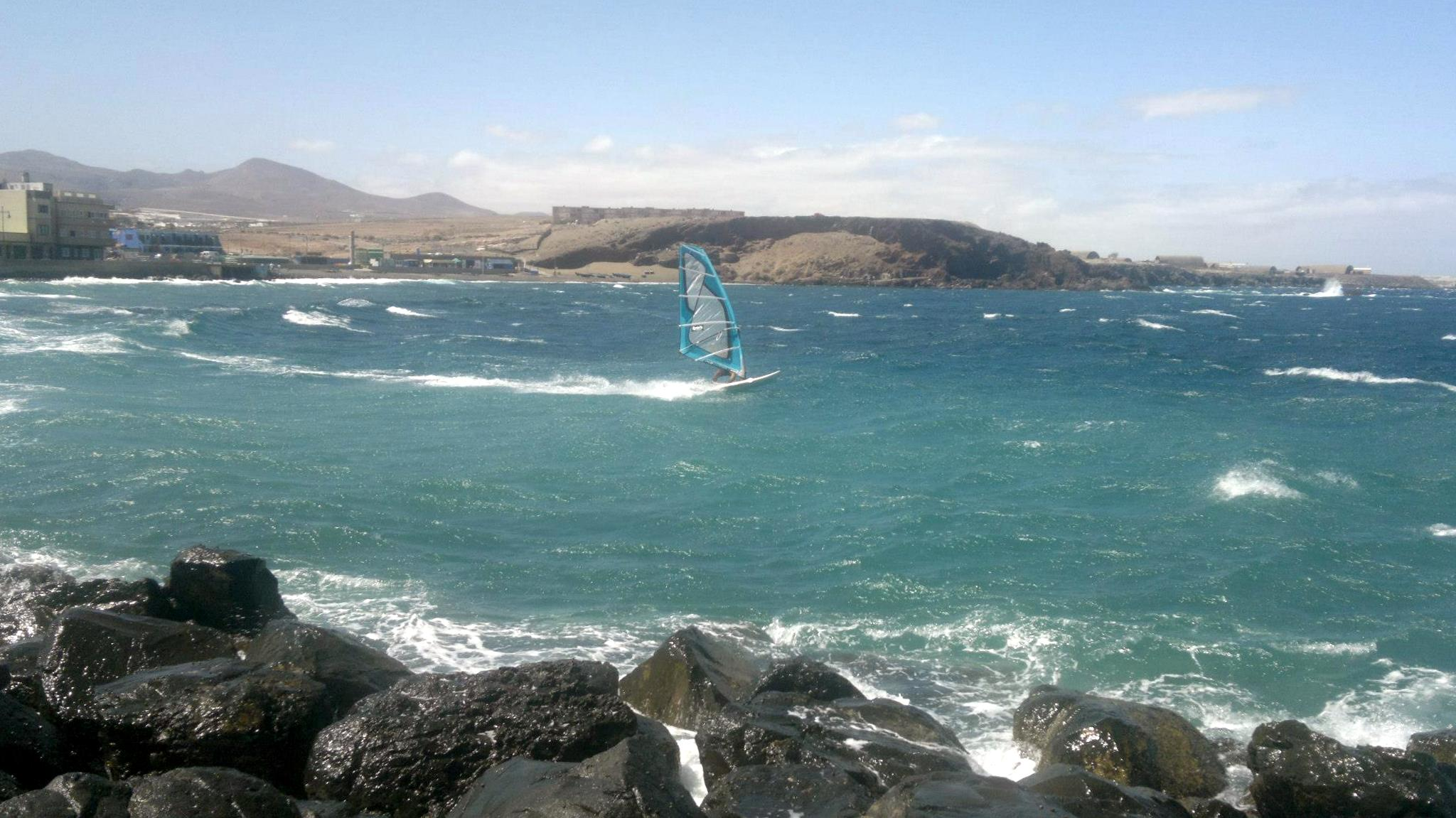
Práctica de windsurf - Imagen tomada desde el dique sur

El predominio de fuertes vientos y olas de componente nordeste, sobre todo durante el verano, hace esta playa apta para la práctica de deportes como el windsurf y el kitesurf. 
El windsurf se introdujo en el Burrero a mediados de los años 80. Solo unos pocos vecinos poseían los medios suficientes para adquirir el costoso material necesario para su práctica. No fue hasta principio de los 90 cuando el número de practicantes aumentó considerablemente, debido en parte, al crecimiento en adeptos y popularidad de este deporte y al consecuente abaratamiento de dicho material. Windsurfistas de renombre como Björn Dunkerbeck (varias veces campeón del mundo y navegante habitual de la playa de Pozo Izquierdo), llegaron a decir que el Burrero era uno de los mejores lugares de la isla para la práctica de este deporte. Su práctica ha ido decayendo, sobre todo después de la construcción de los diques, ya que el hecho de tener que esquivar un espigón cada vez que se entra o sale del agua es una tarea bastante tediosa, además de arriesgada. 

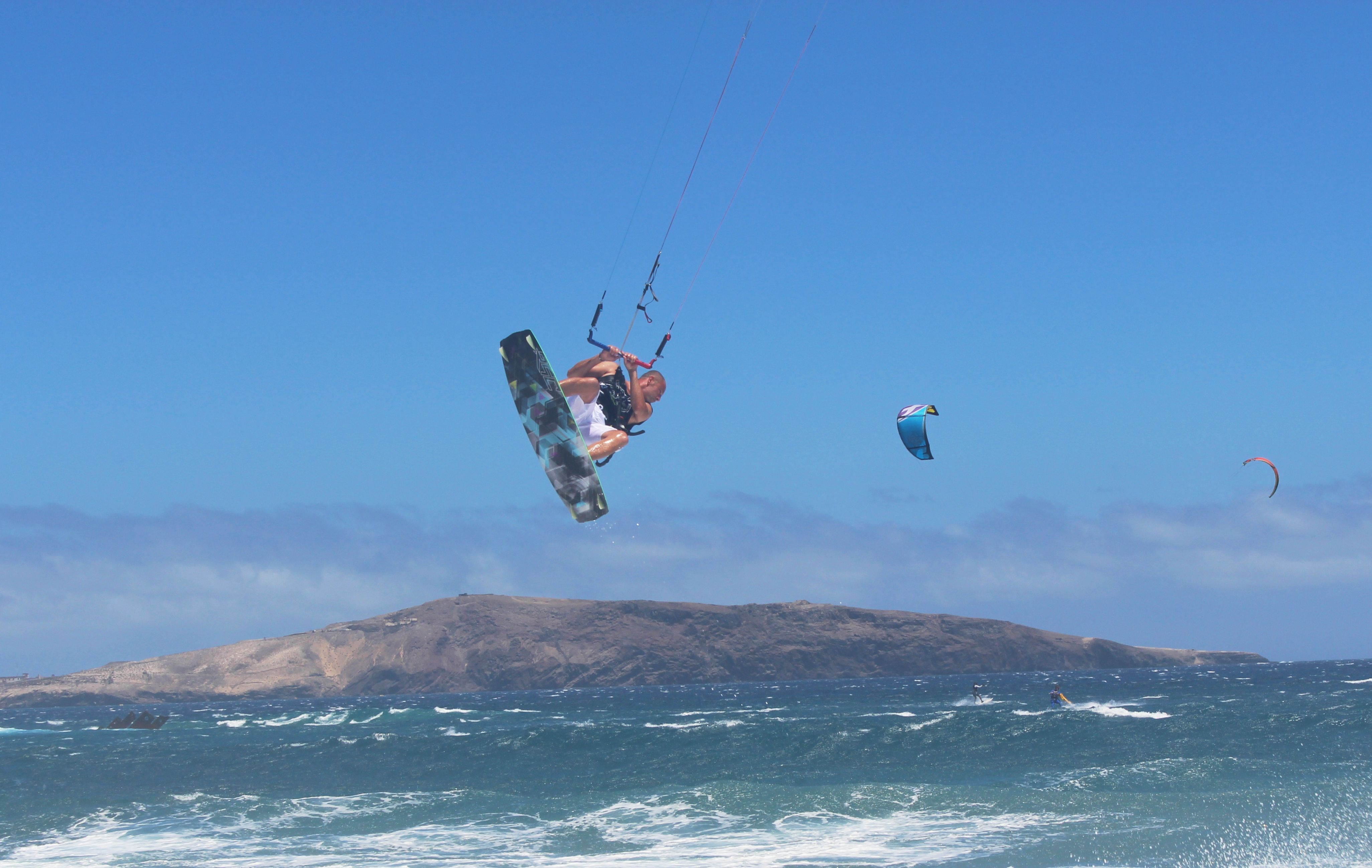
Práctica de kitesurf

Por otra parte, el kitesurf empezó a practicarse recientemente y cada vez va ganando más adeptos atraídos por la relativa facilidad de su aprendizaje y la libertad de navegar por prácticamente cualquier zona de la playa. Los practicantes habituales de este deporte, suelen montar sus equipos en la playa de San Agustín y después navegan entre esta playa, la bahía de Gando y el Burrero.
Existe una zona exclusiva para la práctica de estos dos deportes, señalizadas en el mapa anterior sobre la zonificación de usos de la playa.

#### Surf y bodyboard
Aunque el tamaño de las olas se ha reducido drásticamente después de la construcción de los diques, hay ciertos momentos del año en que se producen fuertes marejadas con olas que pueden alcanzar los 2 o 3 metros de altura, principalmente en invierno. El cambiante fondo debido a las corrientes, compuesto en parte por arena y callao, hace que las olas varíen en tamaño y forma según en la zona de la playa en la que esté situado el surfista.

## Accesos e infraestructuras

### Transporte público
A la playa del Burrero se puede acceder fácilmente en coche, transporte público e incluso a pie. Para ir en guagua  desde Ingenio hay que coger la línea 85 (Playa de El Burrero - Los Molinillos) o desde el barrio de El Carrizal, usando las paradas situadas en la Avenida Carlos V. Si se quiere ir desde Agüimes, Las Palmas o el Sur de la isla, hay que coger las líneas 11,21,01,90 o 36 que pasan por El Carrizal, y desde ahí coger la línea 85.
Para ir en coche, se puede acceder desde el norte o el sur de la isla a través de las rotondas situadas a la entrada de El Carrizal y cogiendo la correspondiente salida hacia El Burrero.
También se puede acceder fácilmente a pie, ya que la carretera principal de acceso a la playa, tiene un paseo de asfalto de unos 2,5 m de ancho, el cual dispone de máquinas de fitness, áreas de descanso, zonas ajardinadas e iluminación, y que llega hasta el paseo marítimo.

### Senderos
La playa cuenta con un largo paseo marítimo, de unos 950 m de largo, que va desde el monumento natural de El Roque, hasta la desembocadura del barranco de Guayadeque. El ancho del paseo sur oscila entre los 2,5 y los 5 metros, dependiendo del tramo. El paseo está dotado de un mobiliario acorde con el paisaje, que imita a los callaos del barranco. Además, el mobiliario consta de bancos de diferentes formas realizados en hormigón decapado de color blanco. Los alrededores del paseo están rellenos de piedras naturales de gran tamaño y que proporcionan elementos diferenciados para la aparición de vegetación en su entorno. Está delimitado por una sucesión de pivotes de madera durante toda la extensión del paseo así como señalizado con alumbrado público.